# Johannes Wieke
Johannes Wieke (* 31. Mai 1913 in Leipzig; † 20. Juli 1982 in Prerow) war ein deutscher Schauspieler.

## Leben
Wieke absolvierte nach einer Buchdrucker- und Fotolithografenlehre eine Schauspielausbildung bei Waldemar Staegemann und debütierte 1937 an einer Bühne in Rudolstadt, gefolgt von einem Engagement bis 1944 in Elbing. Nach dem Zweiten Weltkrieg wurde er 1949 kommissarischer Theaterintendant am Theater Glauchau, wechselte 1950 als Chefdramaturg und Oberspielleiter an das Gerhart-Hauptmann-Theater in Görlitz, wurde 1955 kurzzeitig Oberspielleiter in Magdeburg und im gleichen Jahr schließlich zum Intendanten in Görlitz berufen. Fünf Jahre später zog es Wieke als Operndirektor nach Dresden, wo er auch als Schauspieler (seit 1965 ausschließlich als Schauspieler) am Staatstheater wirkte.
Neben seiner umfangreichen Bühnenarbeit spielte Wieke auch in zahlreichen Film- und Fernsehproduktionen der DEFA und des DFF mit. Bereits 1960 wurde der Charakterdarsteller für seine Rolle des Lagerältester Krämer in dem Fernsehfilm Nackt unter Wölfen mit dem Kunstpreis der DDR ausgezeichnet, spielte in der Folgezeit unter renommierten Filmregisseuren wie Konrad Wolf, Horst Seemann, Frank Beyer, Günter Reisch und Siegfried Kühn mit. Er verkörperte oftmals einfache Bürger oder Parteifunktionäre in deutschen Gegenwartsstreifen, später auch Großväter.
1973 erhielt er den Vaterländischen Verdienstorden in Bronze.

## Theater (Auswahl)
- 1971: Othello, Doge von Venedig, Staatstheater Dresden

## Filmografie (Auswahl)
- 1957: Gejagt bis zum Morgen
- 1958: Das Lied der Matrosen
- 1960: Nackt unter Wölfen
- 1962: Wenn Du zu mir hältst
- 1963: Zwischenbilanz (Fernsehfilm)
- 1966: Die Söhne der großen Bärin
- 1966: Spur der Steine
- 1966: Irrlicht und Feuer (Fernsehfilm, Zweiteiler)
- 1967: Geschichten jener Nacht (Episode 3)
- 1967: Brennende Ruhr (Fernsehfilm)
- 1967: Kleiner Mann – was nun? (Fernsehfilm)
- 1967: Rote Bergsteiger (Fernsehserie)
- 1968: Ich war neunzehn
- 1968: Die Toten bleiben jung
- 1969: Zeit zu leben
- 1969: Verdacht auf einen Toten
- 1970: Junge Frau von 1914 (Fernsehfilm)
- 1970: He, Du!
- 1970: Der Mörder sitzt im Wembley-Stadion (Fernseh-Zweiteiler)
- 1970: Im Spannungsfeld
- 1971: KLK an PTX – Die Rote Kapelle
- 1972: Die gestohlene Schlacht
- 1973: Polizeiruf 110: Freitag gegen Mitternacht (Fernsehreihe)
- 1973: Schüsse in Marienbad (Výstřely v Mariánských Lázních)
- 1973: Das zweite Leben des Friedrich Wilhelm Georg Platow
- 1974: Der nackte Mann auf dem Sportplatz (Regie: Konrad Wolf)
- 1974: Rückkehr als Toter (Fernsehfilm)
- 1974: Visa für Ocantros
- 1975: Aus meiner Kindheit
- 1976: Daniel Druskat (Fernsehminiserie)
- 1976: Unser stiller Mann
- 1976: Das Mädchen Krümel (Fernsehserie)
- 1977: Der Hasenhüter (Fernsehfilm)
- 1978: Polizeiruf 110: Holzwege (Fernsehreihe)
- 1978: Fleur Lafontaine (Fernsehfilm)
- 1978: Der Meisterdieb (Fernsehfilm)
- 1979: Schneeweißchen und Rosenrot
- 1980: Die Verlobte
- 1980: Grenadier Wordelmann (Fernsehfilm)
- 1982: Polizeiruf 110: Petra (Fernsehreihe)
- 1983: Taubenjule
- 1983: Polizeiruf 110: Es ist nicht immer Sonnenschein (Fernsehreihe)